# Genādijs Soloņicins
Genādijs Soloņicins (ur. 3 stycznia 1980 w Lipawie) – łotewski piłkarz grający na pozycji pomocnika. Od początku profesjonalnej kariery, z roczną przerwą na występy w azerskim Simurq Zaqatala (2009−2010), zawodnik klubu Liepājas Metalurgs. Reprezentant Łotwy, w kadrze zadebiutował w 2000 roku. Dotychczas zaliczył w niej 44 występy, w których zdobył jedną bramkę (stan na 7 lipca 2013).